# سباق الزمن لنخبة السيدات - بطولة أوروبا للدراجات 2021
سباق الزمن لنخبة السيدات - بطولة أوروبا للدراجات 2021 (بالإيطالية: Campionati europei di ciclismo su strada 2021 - Cronometro femminile Elite)‏ هو سباق دراجات هوائية من فئة  سباق يوم واحد، وهو الموسم السادس من سباق الزمن لنخبة السيدات - بطولة أوروبا للدراجات ‏، وأقيم في 9 سبتمبر 2021 ضمن سباقات بطولة أوروبا للدراجات 2021، وشارك فيه  33 متسابقاً ووصل إلى نهايته  33 متسابقاً.
فاز بالمركز الأول مارلين رويسر، وفاز بالمركز الثاني إيلين فان دايك، وفاز بالمركز الثالث ليزا برينور.

## المشاركون
| المشاركين | المشاركين                  | المشاركين                                             | المشاركين | المشاركين |
| #         | الدراج                     | الفريق                                                | المرتبة   |           |
| --------- | -------------------------- | ----------------------------------------------------- | --------- | --------- |
| 1         | Ellen van Dijk             | فريق هولندا لركوب الدراجات للسيدات 2021 ‏              | 2         |           |
| 2         | مارلين رويسر               | فريق سويسرا لركوب الدراجات للسيدات 2021 ‏              | 1         |           |
| 3         | ليزا برينور                | فريق ألمانيا لركوب الدراجات للسيدات 2021‏              | 3         |           |
| 4         | Vittoria Bussi ‏            | فريق إيطاليا لركوب الدراجات للسيدات 2021‏              | 8         |           |
| 5         | Audrey Cordon-Ragot        | فريق فرنسا لركوب الدراجات للسيدات 2021 ‏               | 15        |           |
| 6         | Karolina Karasiewicz ‏      | فريق بولندا لركوب الدراجات للسيدات 2021‏               | 19        |           |
| 7         | ألينا أمياليوسيك           | فريق روسيا البيضاء لركوب الدراجات للسيدات 2021 ‏       | 12        |           |
| 8         | آنا كيزنهوفر               | منتخب النمسا لركوب الدراجات للسيدات 2021‏              | 7         |           |
| 9         | Nathalie Eklund (cyclist) ‏ | فريق السويد لركوب الدراجات للسيدات 2021‏               | 11        |           |
| 10        | Omer Shapira ‏              | فريق إسرائيل لسباق الدراجات على الطريق للسيدات 2021‏   | 18        |           |
| 11        | Valeriya Kononenko ‏        | فريق أوكرانيا لركوب الدراجات للسيدات 2021‏             | 6         |           |
| 12        | Katrine Aalerud ‏           | فريق النرويج لركوب الدراجات للسيدات 2021 ‏             | 16        |           |
| 13        | Sara Van de Vel ‏           | فريق بلجيكا لركوب الدراجات للسيدات 2021 ‏              | 9         |           |
| 14        | يوجينة بوجاك               | فريق سلوفينيا لركوب الدراجات للسيدات 2021‏             | 23        |           |
| 15        | Viktorija Senkutė ‏         | فريق ليتوانيا لركوب الدراجات للسيدات 2021‏             | 32        |           |
| 16        | تمارا بالابولينا ‏          | فريق روسيا لركوب الدراجات للسيدات 2021 ‏               | 17        |           |
| 17        | Lourdes Oyarbide ‏          | فريق إسبانيا لركوب الدراجات للسيدات 2021 ‏             | 29        |           |
| 18        | Emma Norsgaard             | فريق الدنمارك لركوب الدراجات للسيدات 2021 ‏            | 10        |           |
| 19        | Hafdís Sigurðardóttir ‏     | فريق آيسلندا لسباق الدراجات على الطريق للسيدات 2021‏   | 30        |           |
| 20        | Dana Rožlapa ‏              | فريق لاتفيا لركوب الدراجات للسيدات 2021‏               | 22        |           |
| 21        | Claire Faber ‏              | فريق لوكسمبورغ لسباق الدراجات على الطريق للسيدات 2021‏ | 28        |           |
| 22        | Tereza Medveďová ‏          | فريق سلوفاكيا لركوب الدراجات للسيدات 2021‏             | 33        |           |
| 23        | ريجان ماركوس               | فريق هولندا لركوب الدراجات للسيدات 2021 ‏              | 5         |           |
| 24        | Elise Chabbey ‏             | فريق سويسرا لركوب الدراجات للسيدات 2021 ‏              | 20        |           |
| 25        | ليزا كلاين                 | فريق ألمانيا لركوب الدراجات للسيدات 2021‏              | 4         |           |
| 26        | إيلينا سيتشيني             | فريق إيطاليا لركوب الدراجات للسيدات 2021‏              | 25        |           |
| 27        | Aurela Nerlo ‏              | فريق بولندا لركوب الدراجات للسيدات 2021‏               | 14        |           |
| 28        | Gabriela Erharter‏          | منتخب النمسا لركوب الدراجات للسيدات 2021‏              | 24        |           |
| 29        | Rotem Gafinovitz ‏          | فريق إسرائيل لسباق الدراجات على الطريق للسيدات 2021‏   | 27        |           |
| 30        | Hanna Solovey ‏             | فريق أوكرانيا لركوب الدراجات للسيدات 2021‏             | 21        |           |
| 31        | آن صوفي دويك               | فريق بلجيكا لركوب الدراجات للسيدات 2021 ‏              | 13        |           |
| 32        | Tatiana Antoshina ‏         | فريق روسيا لركوب الدراجات للسيدات 2021 ‏               | 26        |           |
| 33        | غلوريا رودريغيز            | فريق إسبانيا لركوب الدراجات للسيدات 2021 ‏             | 31        |           |

## التصنيف العام النهائي
| التصنيف العام          | التصنيف العام       | التصنيف العام                              | التصنيف العام | التصنيف العام |
| العداء                 | العداء              | الفريق                                     | الوقت         |               |
| ---------------------- | ------------------- | ------------------------------------------ | ------------- | ------------- |
| 1                      | مارلين رويسر        | فريق سويسرا لركوب الدراجات للسيدات 2021 ‏   | 27 د 12 ث     |               |
| 2                      | Ellen van Dijk      | فريق هولندا لركوب الدراجات للسيدات 2021 ‏   | + 20 ث        |               |
| 3                      | ليزا برينور         | فريق ألمانيا لركوب الدراجات للسيدات 2021 ‏  | + 1 د 03 ث    |               |
| 4                      | ليزا كلاين          | فريق ألمانيا لركوب الدراجات للسيدات 2021 ‏  | + 1 د 23 ث    |               |
| 5                      | ريجان ماركوس        | فريق هولندا لركوب الدراجات للسيدات 2021 ‏   | + 1 د 44 ث    |               |
| 6                      | Valeriya Kononenko ‏ | فريق أوكرانيا لركوب الدراجات للسيدات 2021 ‏ | + 1 د 52 ث    |               |
| 7                      | آنا كيزنهوفر        | منتخب النمسا لركوب الدراجات للسيدات 2021 ‏  | + 2 د 00 ث    |               |
| 8                      | Vittoria Bussi ‏     | فريق إيطاليا لركوب الدراجات للسيدات 2021 ‏  | + 2 د 09 ث    |               |
| 9                      | Sara Van de Vel ‏    | فريق بلجيكا لركوب الدراجات للسيدات 2021 ‏   | + 2 د 13 ث    |               |
| 10                     | Emma Norsgaard      | فريق الدنمارك لركوب الدراجات للسيدات 2021 ‏ | + 2 د 18 ث    |               |
|                        |                     |                                            |               |               |
| مصدر: Cycling Quotient |                     |                                            |               |               |